# فورست فليتشير
فورست فليتشير (بالإنجليزية: Forest Fletcher)‏ هو منافس ألعاب قوى أمريكي، ولد في 27 أبريل 1888، وتوفي في 27 نوفمبر 1945.

## وصلات خارجية
- فورست فليتشير على موقع أوليمبيديا (الإنجليزية)